# Donji Dubac
Donji Dubac (cyr. Доњи Дубац) – wieś w Serbii, w okręgu morawickim, w gminie Lučani. W 2011 roku liczyła 411 mieszkańców.